# Kostonjärvi
Le Kostonjärvi est un lac situé à Taivalkoski et Posio en Finlande,.

## Présentation
Le lac Kostonjärvi a une superficie de 43,7 kilomètres carrés et une altitude de 231,6 mètres.